# À la moisson, Marfa et Vanka
 À la moisson, Marfa et Vanka (en russe : На жатву, Марфа и Ванька) est un tableau du second cycle, dit « de la campagne », de Kasimir Malevitch, peint en 1928-1929.

## Description
Les deux personnages tournent le dos au spectateur et sont face au monde dont l'horizon est traversé de bandes colorées. Marfa occupe tout l'espace central du tableau. Elle part aux champs. Les deux personnages forment des surfaces simplifiées similaires, mais de dimensions différentes. Leurs têtes sont posées dans la même position sur la courbure des épaules. Sont également semblables la position des jambes écartées, les pieds, les chaussons tressés. À l'arrière-plan, d'autres personnages rassemblent des bottes de foin.
La thématique du tableau correspond à celle d'un tableau perdu, dont on a conservé toutefois le dessin intitulé Aux champs. Il faisait partie d'un premier cycle de personnages paysans et de la campagne des années 1910 dans l'œuvre du peintre. Le tableau récent reprend les structures du cubo-futurisme ancien pour les intégrer dans de nouvelles structures qui tiennent compte du suprématisme. La comparaison des deux œuvres, le dessin de 1910 et la toile de 1928, donne une interprétation des paysages et des personnages de la période suprématiste (premier cycle) et de la période post-suprématiste de Malevitch (second cycle). Dans le tableau de la période tardive apparaît l'horizon, formé de composantes horizontales, de bandes décoratives colorées, comme un motif géométrique à rayures. Les personnages sont formés de structures froides aux sommets voûtés, dont les couleurs sont sans modelage réel. Leurs formes rappellent la géométrie des éléments du suprématisme. La gamme des couleurs utilisées est large. Malevitch est ukrainien et héritier de l'art populaire, et toutes les couleurs du prisme sont présentes sur sa toile. 

## Histoire de sa réalisation
Le tableau Le Garçon (Vanka) est à la base de À la moisson, Marfa et Vanka. Au dos de ce dernier est inscrite la date de 1909-1910, mais les critiques considèrent qu'il est plutôt des années 1928-1929.

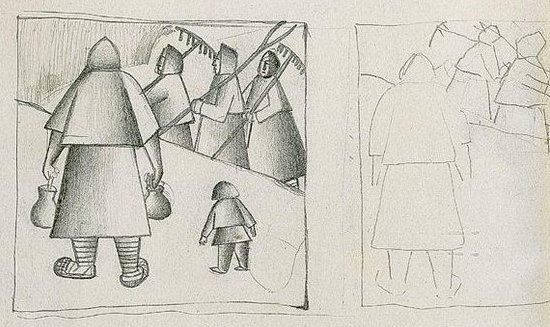
Dessin Aux champs (1912).
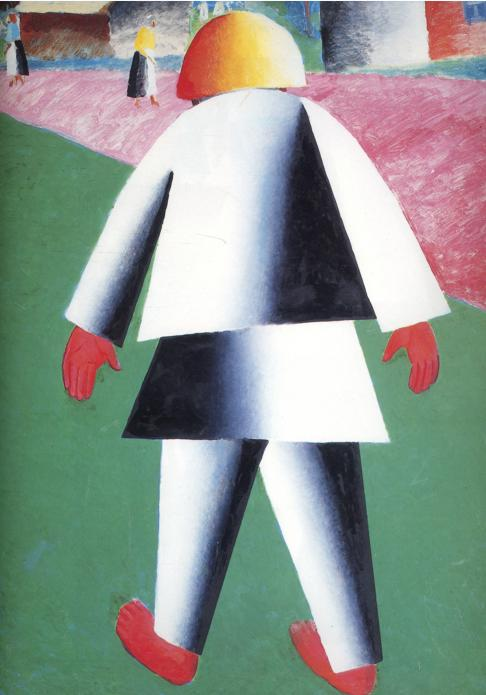
Le Garçon (Vanka) (1909-1910).